# 身體意象
身體意象（英語：Body image）是一個人對自己身體的美學或性吸引力的想法、感受和感知。 身體意象的概念用於許多學術領域，包括神經科學、心理學、醫學、精神病學、精神分析、哲學、文化和女權主義研究。在這些領域中，沒有單一的共識定義，但從廣義上講，身體意象包括人們看待自己的方式；他們的記憶、經歷、假設和對自己外表的比較；以及他們對各自身高、體型和體重的整體態度—所有這些都受到普遍的社會和文化理想的影響。
身體形象可以是消極的（“身體消極”）或積極的（“身體積極”）。具有負面身體形象的人可能會感到不自在或羞恥，並且可能會覺得其他人更有吸引力。 在社交媒體佔據非常重要的地位並在我們的日常生活中頻繁使用的時代。不同年齡和性別的人在情感和心理上都會受到他們所生活的社會設定的外貌和體型理想的影響。社會創造和改變的這些標準創造了一個充滿身體羞辱的世界；透過嘲笑或批評一個人的生理外貌來羞辱一個人的行為。根據 anad.org 的說法，“我們是自己最糟糕的批評家”，這意味著我們比其他任何人都更能判斷和看到自己的缺陷。我們透過評判或與他人比較來羞辱自己。
除了自尊心低之外，患者通常會專注於改變自己的外表。從長遠來看，這種行為會引起身體不滿，並增加患飲食失調、孤立和精神疾病的風險。在飲食失調症中，負面的身體意象也可能導致身體意象障礙（英語：Body image disturbance），即對整個身體的感知改變。身體不滿意也是軀體變形障礙的特徵，這是一種強迫症，定義為對身體某些特定方面（通常是面部、皮膚或頭髮）的擔憂，這些方面存在嚴重缺陷，需要採取特殊措施來隱藏或修復。通常，認定自己身體意象不佳的人會嘗試以某種方式改變自己的身體，例如節食或接受整容手術。另一方面，積極的身體形象包括清楚正確地感知自己的身材，慶祝和欣賞自己的身體，並理解一個人的外表並不反映一個人的性格或價值。
許多因素會影響一個人的身體意象，包括家庭動態、精神疾病、肥胖或營養不良的生物學傾向和環境原因，以及文化期望（例如媒體和政治）。體重過輕或超重的人自我認定的身體意象可能很差。然而，當人們不斷地被告知和展示減肥的美容吸引力並被警告肥胖的風險時，那些體重指數正常或超重的人身體意像不佳的風險更高。 “我們預計女性在看到超瘦模特後會對自己的身體感覺更糟，與沒有模特相比，如果她們內化了理想的瘦身，從而複製了以前的發現。”
美國心理學會 2007 年的一份報告發現，在整個文化範圍內對女孩和婦女的性化，正在導致與身體形象相關的女性焦慮增加。 澳大利亞政府參議院常務委員會關於媒體中兒童性化的報告，報告了與身體形象相關的類似發現。 然而，其他學者對這些說法並非基於可靠數據表示擔憂。
身體意象經常與身體基模（Body schema）混淆，後者涉及控制姿勢和動作。

## 概述
法國兒童精神分析學家法蘭索娃絲·多爾多（Francoise Dolto）發展了一種無意識身體意象的理論。一個人就自己身體的消極看法（如認為是脂肪），可以在某些情況下導致精神疾病，如抑鬱症或飲食失調如暴食症，儘管這些疾病可以有各種不同的原因。
最近傳媒業的辯論集中在零號身材模特兒對年輕人身體意象的潛在負面影響。有人認為，零號身材模特兒應被禁止走天橋步，許多急劇消瘦或身形修長的名人成為媒體攻擊的目標，如姬·摩絲。一些女明星如維多利亞·碧咸標榜身材纖瘦，但媒體只集中於零號模特兒現象對年輕女性的影響。然而，媒體迅速譴責那些贊同快速節食的名人，包括認為不理會朋輩關於身材的壓力等同「社會自殺」的歌星。
男性的身體意象是學術文章和大眾媒體中漸感興趣的話題。目前的研究表明，許多人想自己更加健壯，往往渴望擁有額外重26磅的肌肉量。根據這項研究，西方男性較亞洲男性高估肌肉質量多達30磅。許多人渴望擁有更多肌肉，這與陽剛之氣的概念有關。研究顯示一個人渴望擁有更多肌肉與他對男性傳統觀念的認可有關，肌肉和陽剛之氣的關係更在早年開始，像男孩的人形模型常被描繪成超級肌肉發達，甚至往往超出人體生理學的實際限制。研究發現，女性較男性更注意身體意象和支持纖瘦，這現象即使在女性進入老年後仍然持續。女大學生對自己身體滿意度在遇到纖瘦女性下降，而滿意度在接觸到體型較大的模特兒時則上升。

## 測量
受訪者就一系列的描述對自己體形和理想體形作出評分，兩者數值差值作為對身體不滿的指標，從而測量身體意象。研究人員發現44％女性對身體部位或整個身體表達負面情緒，而1997年的調查指出56％女性和40％男性不滿意自己的整體外觀。

## 身體意象與體重
減肥意欲與身體意象欠佳有密切關係，女性比男性更想減肥，研究報告指出渴望減肥的人士的身體意象沒有因不同性別而異。1997年後的研究表明約64％美國成年人超重，女性和男性不滿率應分別高於56％和40％，因為儘管有些沒有過重的人仍然認為自己是過重，但更多應該不滿意自己身體的人對身體表示滿意。換句話說，社會的減肥壓力對整體社會利多於弊，雖然壓力不利毋需減肥的人，但與肥胖相關的健康和社會問題在沒有社會壓力的情況下將變得更加嚴重。

## 媒體衝擊
許多評論家認為媒體和時尚業界把重點放在纖瘦和理想的女性身形，導致損害年輕婦女的心理和自我形象，引起過度節食、運動及飲食失調，如神經性厭食症。社會文化研究指出文化因素影響女性在神經性厭食症的發病率，如西方工業化國家通過媒體宣揚理想的女性形象是瘦削。一項在2003年關於989,871瑞典居民的流行病學研究表明，性別、種族和社會經濟地位與患上神經性厭食症的機會有密切關係，父母不是來自歐洲的婦女病發率最低，而生於富裕的瑞典裔家庭的女性則有最高的病發率。
一項研究表明，從事需要保持身形纖瘦社職業的人士（如模特兒或舞蹈演員）在職業生涯中患上厭食症的機會較高，進一步研究表明厭食症患者與提倡減肥的文化源頭有較大接觸。神經性厭食症通常與西方文化有關，接觸西方媒體被認為是非西方國家個案增加的原因。其他文化可能不像西方般關注肥胖，而是強調其他的身體特徵。

## 延伸閱讀
- Blakeslee, S. "Out-of-Body Experience? Your Brain is to Blame." （页面存档备份，存于） New York Times, October 3, 2006.
- Debra L. Gimlin, Body Work: Beauty and Self Image in American Culture (University of California Press, 2002) ISBN 0520228561
- Grogan, Sarah. Body Image: Understanding Body Dissatisfaction in Men, Women, and Children.
- Melzack, R. “Phantom Limbs.” Scientific American, Secret of the Senses. 2006: 53-59.
- Olivardia, R., Pope, H.G., Borowiecki, J.J., Cohane, G.H. . Psychology of men and masculinity. 2004, 5: 112–120. doi:10.1037/1524-9220.5.2.112.
- Vilayanur S. Ramachandran|Ramachandran, V.S. A Brief Tour of Human Consciousness. New York: Pearson Education, 2004.
- Ramachandran, V.S., Rogers-Ramachandran, D. . Scientific American Mind,. August 2007: 16–18.
- Ridgeway, R.T., Tylka, T.L. . Psychology of men and masculinity. 2005, 6: 209–220. doi:10.1037/1524-9220.6.3.209.
- Sacks, Oliver. The Man Who Mistook His Wife for a Hat. New York: Simon and Schuster, 1985.
- Sherrington, C. S. The Integrated Action of the Nervous System. C Scribner's Sons, 1906.
- Smetacek V, Mechsner F. . Nature. 2004, 432 (7013): 21. PMID 15525964. doi:10.1038/432021a.
- Volkow ND, O'Brien CP. . Am J Psychiatry. May 2007, 164 (5): 708–10  [2011-03-03]. PMID 17475727. doi:10.1176/appi.ajp.164.5.708. （原始内容存档于2011-10-31）.